# Physella acuta
Physella acuta е вид коремоного от семейство Physidae.

## Разпространение
Видът е разпространен в цяла Северна Америка и Европа, включително Обединеното кралство. Внесен е в Нова Зеландия.